# Krigsåret 1961

## Pågående krig
- Algerietrevolten (1954-1962)[1]
  - Frankrike på ena sidan
  - FLN på andra sidan

- Kongokrisen (1960-1965)

- Vietnamkriget (1959-1975)[2]
  - Sydvietnam och USA på ena sidan
  - Nordvietnam på andra sidan

## Händelser

### April
- 17 - CIA-stödde exilkubaner försöker invadera Kuba vid Grisbukten.

### Juli
- 14 juli - FN etablerar FN:s fredsbevarande styrkor i Kongo för att stabilisera Kongokrisen.

### September
- 13 september - FN-soldater går in i Katanga, då oroligheter råder där.

### December
- 18 - Indien invaderar den portugisiska besittningen Goa.

### Fotnoter
1. ↑  ”Chronological List of All Wars”. Arkiverad från originalet den 9 oktober 2014. https://web.archive.org/web/20141009082543/http://www.correlatesofwar.org/COW2%20Data/WarData_NEW/WarList_NEW.pdf. Läst 29 juni 2011.
2. ↑  ”World Statesmen”. http://www.worldstatesmen.org/WARS.html. Läst 28 juni 2011.